# ایر فورس وان
ایر فورس وان یا یکم نیروی هوایی یا هواپیمای شماره یک نیروی هوایی آمریکا (به انگلیسی: Air Force One) عبارتی است که از سوی کنترل‌کنندگان ترافیک هوایی به هر هواپیمایی گفته می‌شود که حامل رئیس‌جمهور ایالات متحده آمریکا باشد.

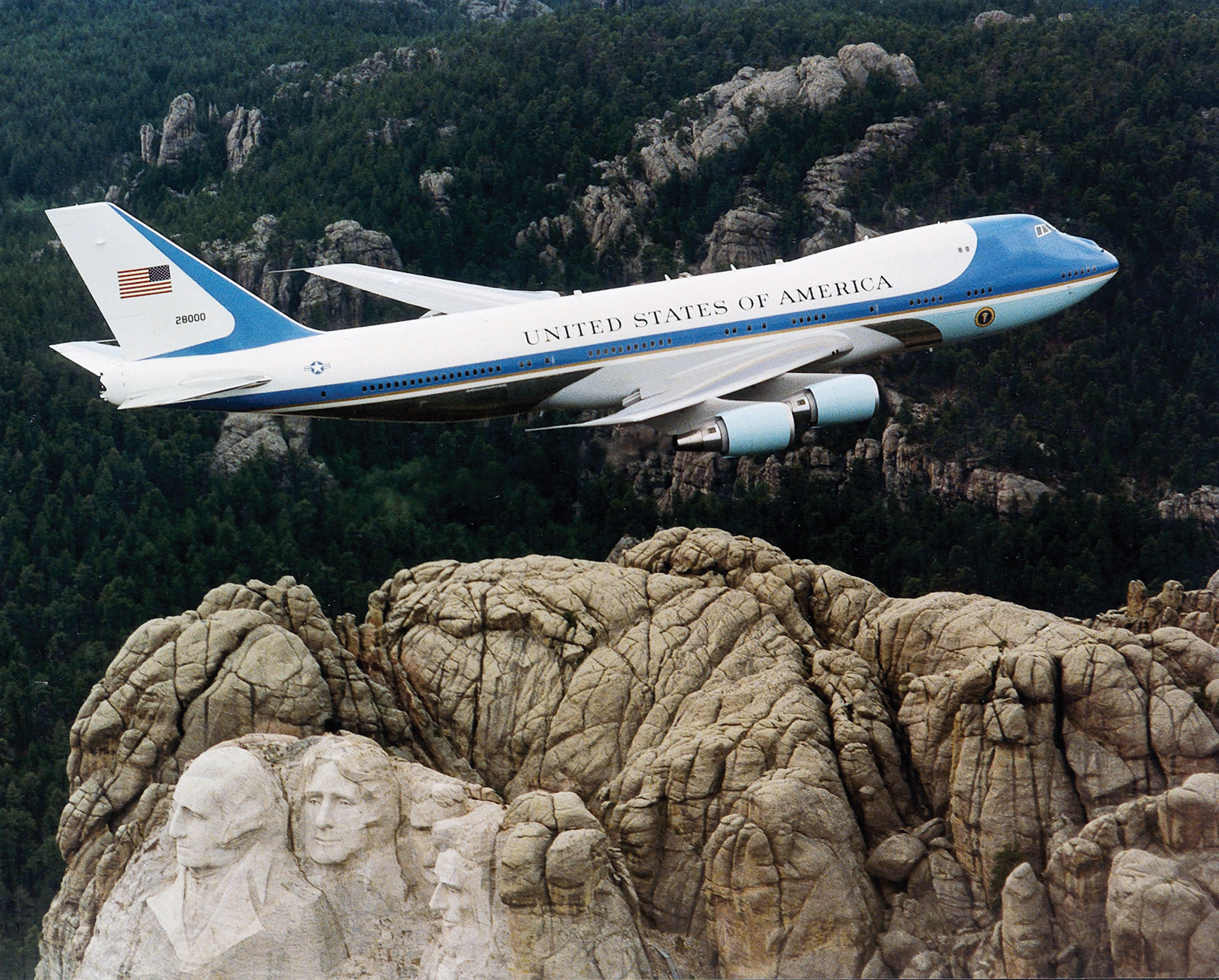
هواپیمای ایر فورس وان بر فراز کوه راشمور در فوریه ۲۰۰۱ (میلادی)

## تاریخچه
نخستین هواپیمای جت رسمی در سال ۱۹۵۹ (میلادی) در هنگام ریاست‌جمهوری دوایت آیزنهاور پرواز کرد.

## توانایی‌ها
این هواپیماها توانایی سوخت‌گیری هوایی و همچنین دارای تجهیزات ارتباطی مجهز و سامانه‌هایی برای کنترل جنگ در مواقع حساس از داخل هواپیما را دارند تا در صورت لزوم بدل به مرکز فرماندهی متحرک شود.
از دیگر تجهیزات این هواپیماها سامانه دفاع ضد موشکی آن‌ها است. همچنین تغییرات ویژه‌ای برای مقابله احتمالی با حمله تروریستی (مانند ضد شوک الکترومغناطیسی) به شخص رئیس‌جمهور آمریکا دارند.

## هواپیماهای کنونی
هم‌اکنون دو هواپیمای ویژه، بیشتر توسط رئیس‌جمهور استفاده می‌شوند که از گونه بوئینگ وی‌سی-۲۵ ویژه نیروی هوایی ایالات متحده آمریکا هستند. این دو هواپیما از گونه بوئینگ ‎747-200B هستند.
هواپیماهای کنونی، نخستین بار در سال ۱۹۹۰ (میلادی) در زمان جرج اچ دابلیو بوش استفاده شدند.
هواپیما ۳۷۰ متر مربع فضا در سه طبقه را در اختیار رئیس‌جمهور آمریکا و همراهانش قرار می‌دهد. سوئیت رئیس‌جمهور آمریکا شامل یک دفتر بزرگ، دستشویی، و اتاق همایش است. سوئیت پزشکی هواپیما می‌تواند به عنوان اتاق عمل استفاده شود -همیشه یک پزشک در پرواز هست- و دو آشپزخانه آن می‌تواند صد نفر را غذا بدهد. معمولا در پروازهای طولانی، چند هواپیمای باری، با وسائل رئیس‌جمهور آمریکا در جلوی ایرفورس وان پرواز می‌کنند.

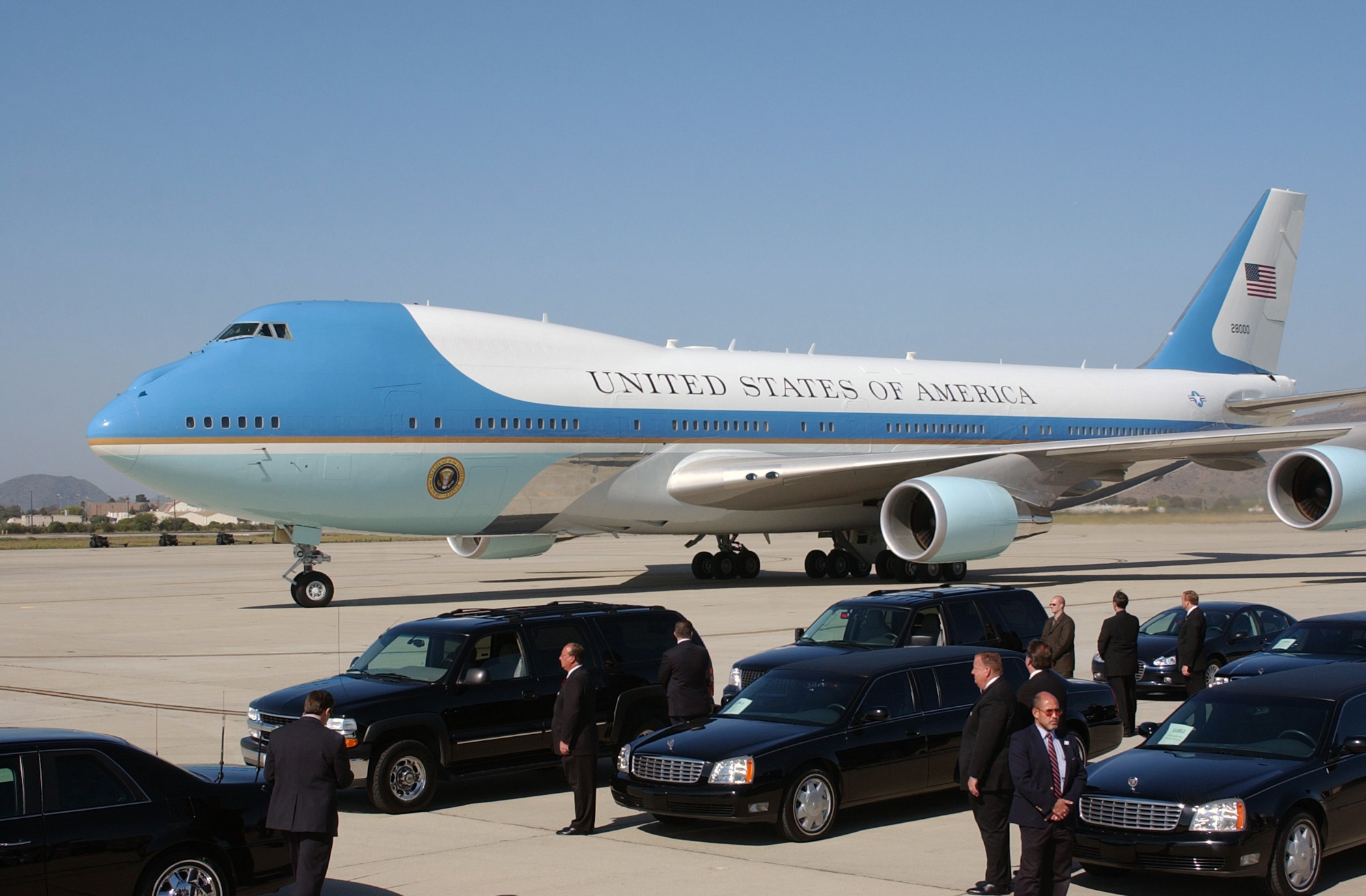
جابجایی جسد رونالد ریگان در ۱۱ ژوئن ۲۰۰۴ (میلادی) در پوینت موگو، کالیفرنیا

## رنگ‌آمیزی
نخستین هواپیمای ایر فورس وان به رنگ سرخ و طلایی بود. جان اف. کندی به انتخاب جکی کندی رنگ آن را به سفید و آبی تغییر داد که از آن زمان به همین رنگ باقی مانده است.
در سال ۲۰۱۸ (میلادی) دونالد ترامپ در مصاحبه با شبکه خبری سی‌بی‌اس گفت که دستور تغییر رنگ‌آمیزی هواپیمای ایر فورس وان را به سرخ، سفید و آبی داده است تا هواپیما "آمریکایی‌تر" باشد. احتمالا این هواپیماها تا سال ۲۰۲۱ (میلادی) آماده نخواهد شد. از انتقادهای وارد شده به این دستور، پر هزینه بودن ساخت هواپیماهای تازه است.

## ایر فورس تو

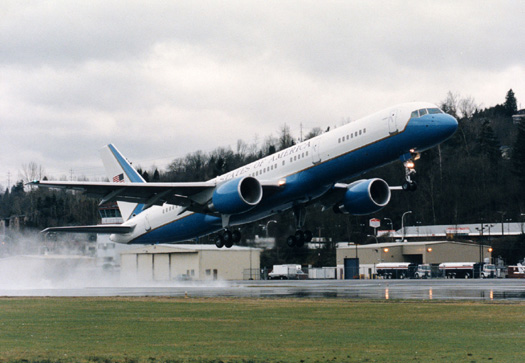
بوئینگ C-32 هواپیمای مسئول جابه جایی معاون رئیس جمهور ایلات متحده هست.

هواپیمای حامل معاون رئیس‌جمهور ایالات متحده آمریکا را "دوم نیروی هوایی" یا "ایر فورس تو" می‌گویند.

## در سینما
هالیوود نیز فیلمی با همین نام را (با بازی هریسون فورد) به نمایش در آورده است.

## نگارخانه

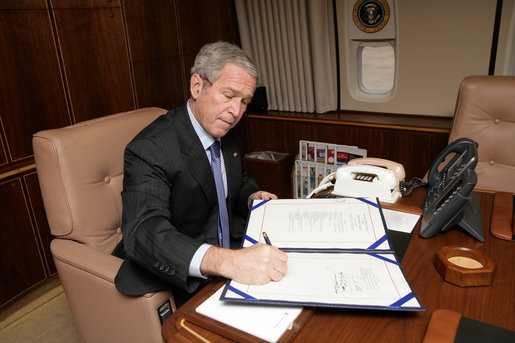
جرج دابلیو بوش درون دفتر خود در هواپیمای یکم نیروی هوایی.
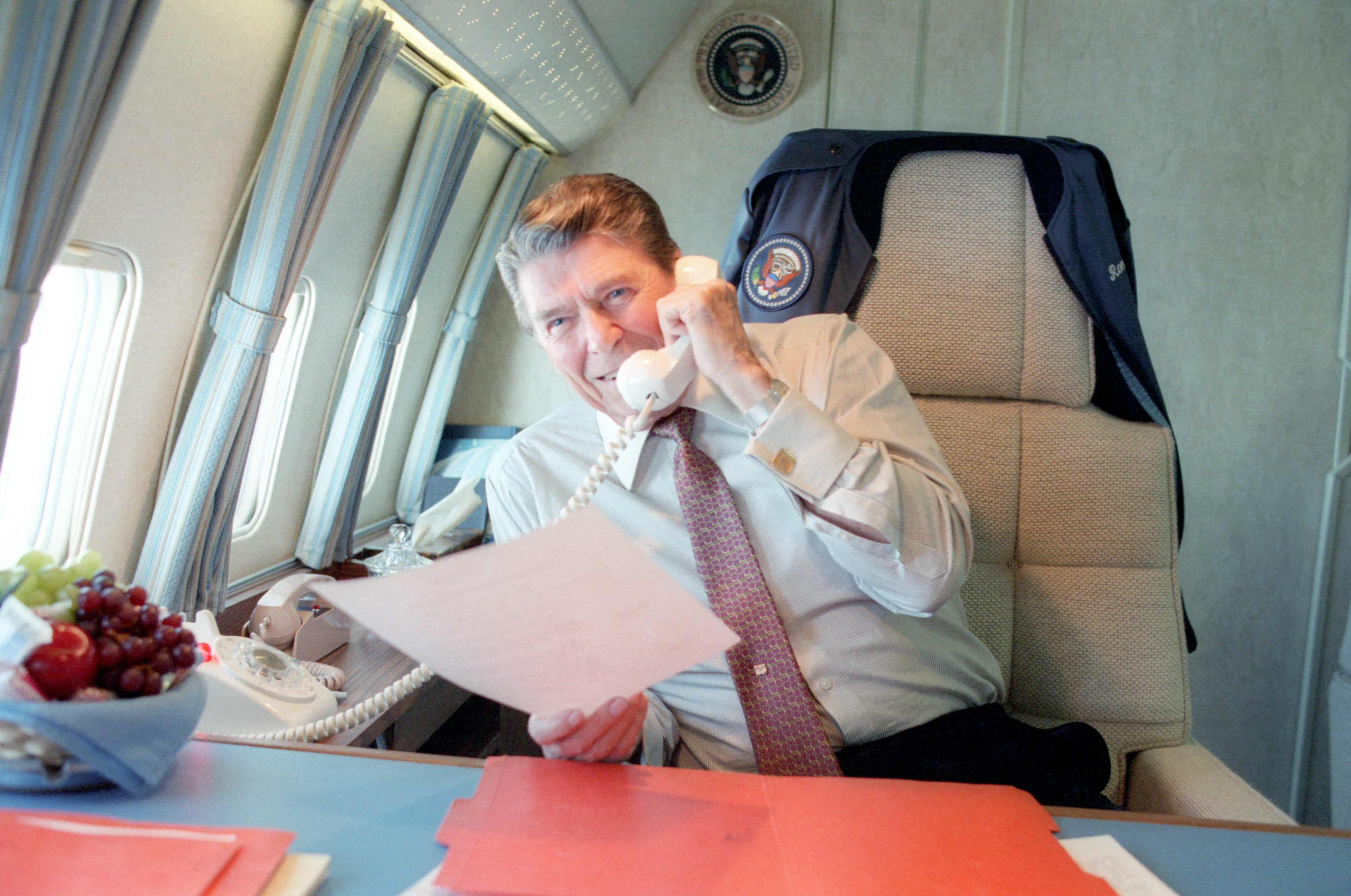
رونالد ریگان درون یکم نیروی هوایی
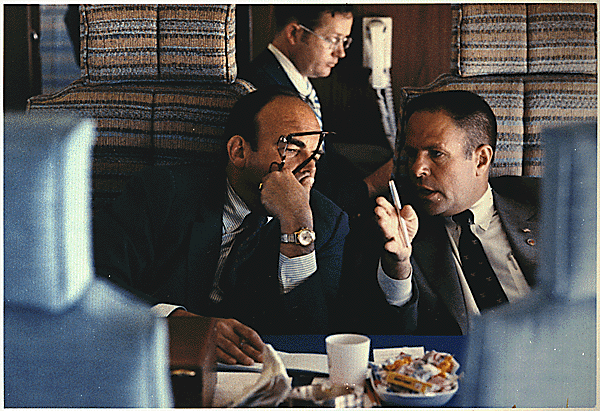
مشاورین رئیس‌جمهور در سال ۱۹۷۳ در حال بحث درون هواپیما
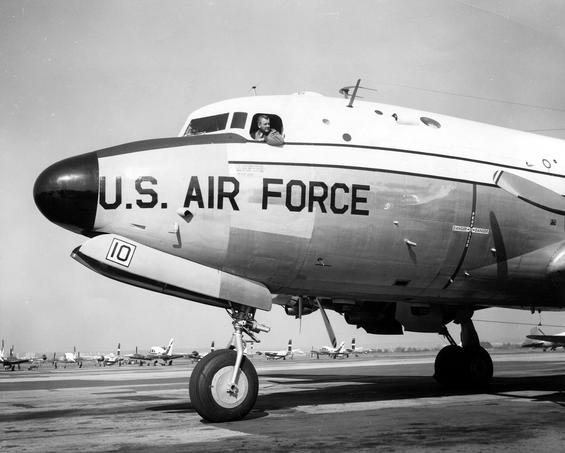
یکم نیروی هوایی در سال ۱۹۶۱

## کتاب‌ها
- Albertazzie, Ralph and Jerald F. Terhorst. Flying White House: The Story of Air Force One. New York: Book Sales, 1979. ISBN 0-698-10930-9.
- Dorr, Robert F. Air Force One. St. Paul, Minnesota: Motorbooks International, 2002. ISBN 0-7603-1055-6.
- Hardesty, Von. Air Force One: The Aircraft that Shaped the Modern Presidency. Chanhassen, Minnesota: Northword Press, 2003. ISBN 1-55971-894-3.
- Walsh, Kenneth T. Air Force One: A History of the Presidents and Their Planes. New York: Hyperion: 2003. ISBN 1-4013-0004-9.